# Ceutí
Ceutí er en by og kommune i det sydøstlige Spanien i Murcia-regionen. Den har et indbyggertal på 12.842 (2024) indbyggere.